# Håsteinen

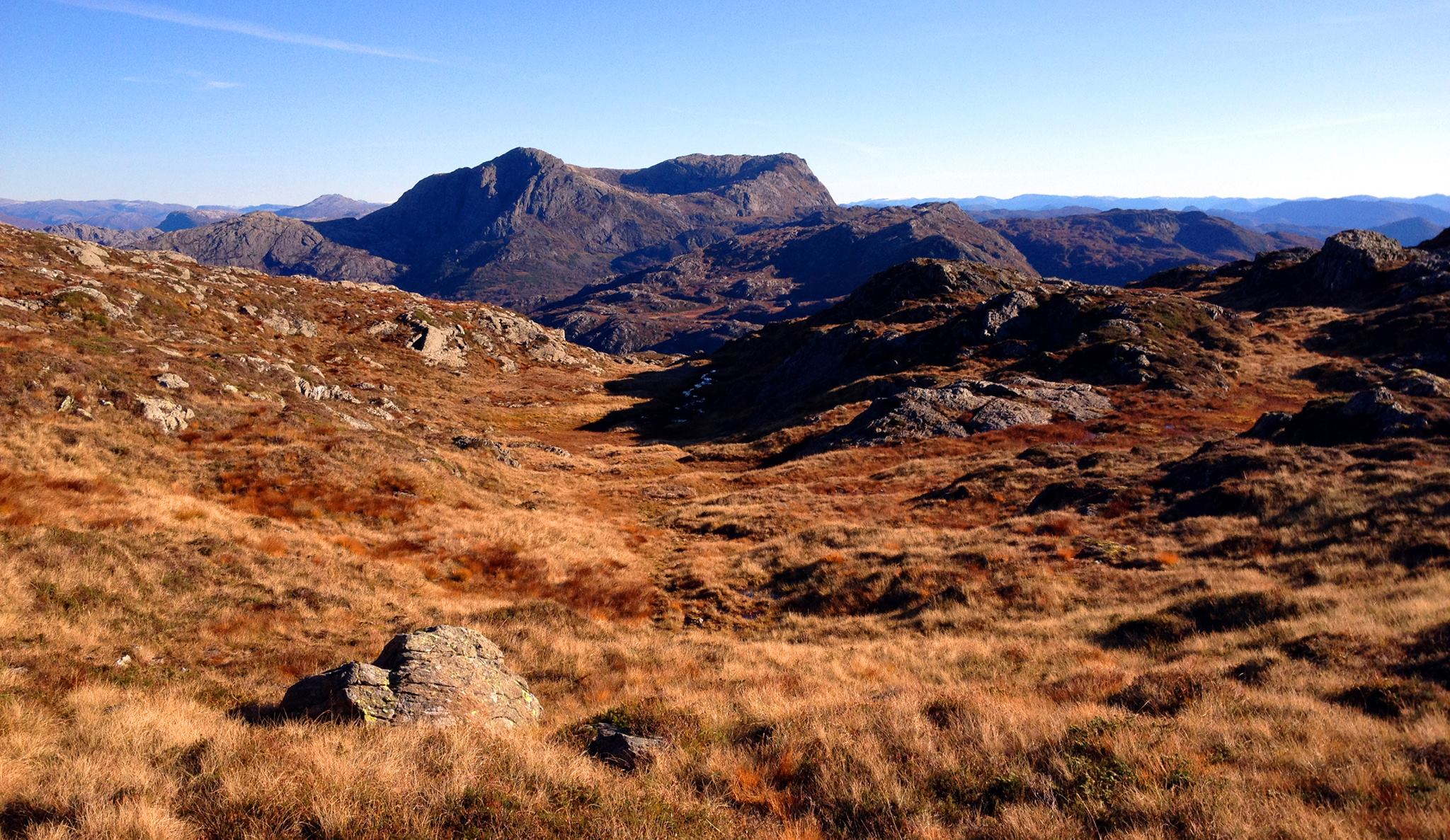
Masivul Håsteinen.

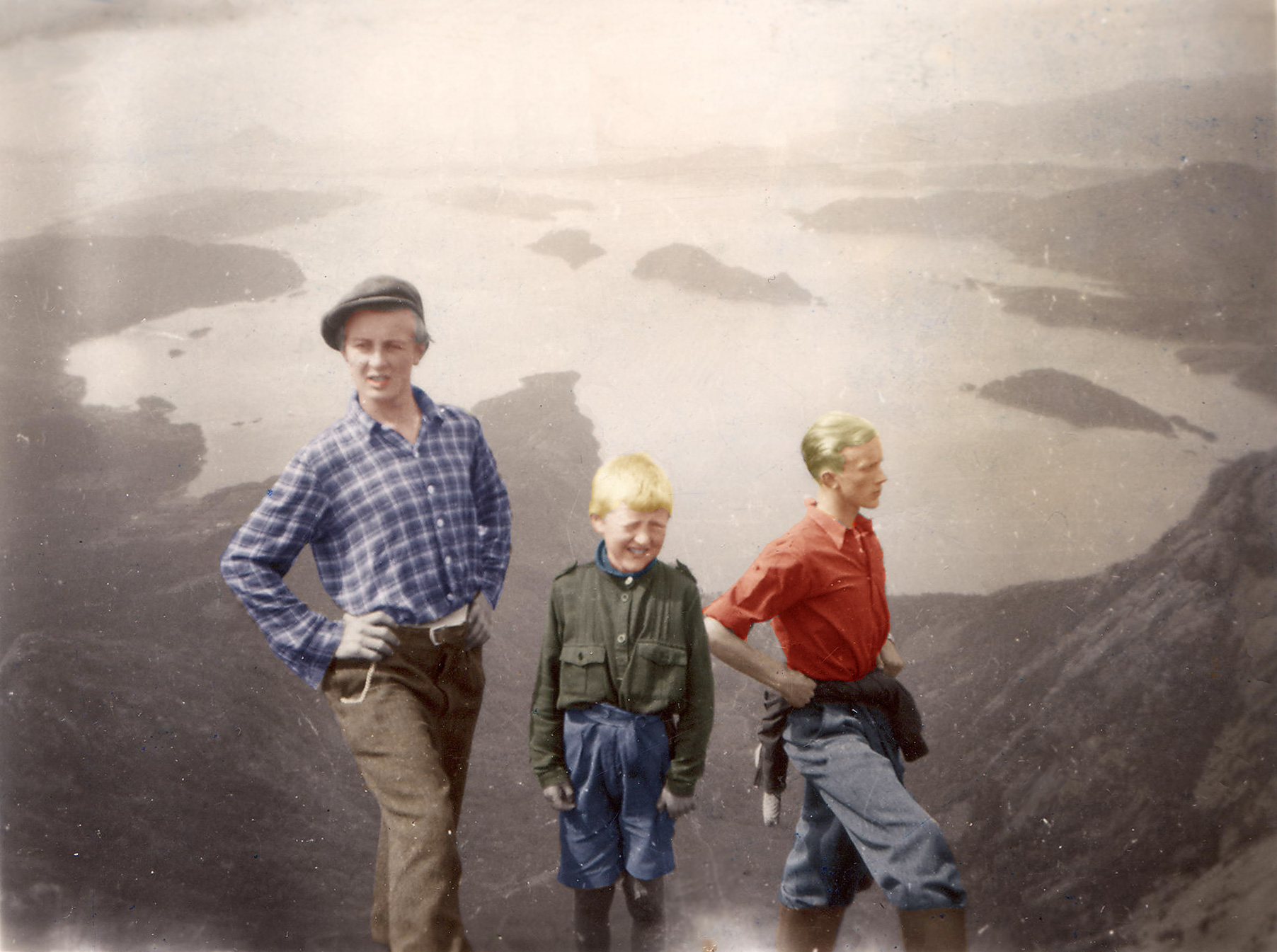
Anul 1945. Fotografie: Odd Høydal.

Muntele Håsteinen din Norvegia constă din două vârfuri de 965 și 933 de metri înălțime (Håsteinen și Høydalsnipa).
Din partea de vest a apusului Høydalsnipa, priveliștea panoramică către Høydalsfjord, marea și insulele este extraordinară.
Numele Håsteinen (pronunțat: [ho: steinen]) înseamnă "Piatra înaltă".
Între cele două vârfuri este Lacul Håsteinsvatnet la 752 m s.l ..
Atât vârfurile, cât și lacul dintre acestea formează "Masivul Håsteinen".
Masivul Håsteinen este format din conglomerate.
Partea de sud a muntelui este un zid de munte frumos în care se poate urca.

## Platoul sudic
La sud de Håsteinen există un platou care se întinde până la Fagernipa, la capătul sudic al platoului. O fractură împarte platoul în două în direcția est-vest. Întregul platou este plin de lacuri mici, cu posibilități de pescuit bogate; (Villebøvatnet, Simavatnet, Svartevatnet, Stølsvatnet, Nonsnipevatnå, Nipevatnå și Dyttingane).